# Китятки великі
Китятки великі (Polygala major) — вид рослин родини китяткові (Polygalaceae), поширений у Європі й західній Азії.

## Опис
Багаторічна рослина 25–50 см заввишки.

## Поширення й екологія
Вид поширений у помірних лучно-степових трав'янистих місцях Середньої, Південної та Південно-Східної Європи, Західної Азії.
В Україні зростає на кам'янистих і скелястих схилах, на вапняках — Одеська область, Крим.

## Використання
У традиційній медицині використовуються різні види з роду Polygala.

## Загрози й охорона
Немає інформації про загрози для цього виду.
В Австрії та Чехії вид занесений до Червоних списків як загрожений.